# Tréflaouénan
Tréflaouénan település Franciaországban, Finistère megyében. Lakosainak száma 523 fő (2022. január 1.). Tréflaouénan Cléder, Plougoulm, Plouzévédé, Saint-Vougay, Sibiril és Trézilidé községekkel határos.

## Népesség
A település népessége az elmúlt években az alábbi módon változott:
| Lakosok száma | 567  | 509  | 432  | 501  | 517  | 507  | 510  | 521  | 523  | 523  |
|               | 1968 | 1982 | 1990 | 2006 | 2013 | 2015 | 2017 | 2019 | 2020 | 2022 |